# Ella Eyre
Ella McMahon (1. travnja 1994.), poznatija po umjetničkom imenu Ella Eyre, engleska je pjevačica i tekstopisac. Poznata je po suradnji s grupom Rudimental na pjesmi, "Waiting All Night", koja je dosegla poziciju broj jedan u Ujedinjenom Kraljevstvu. Objavila je svoj prvi EP, Deeper, u prosincu 2013. godine.
U prosincu 2013., Eyre je bila nominirana za dvije prestižne britanske nagrade, nagradu kritičara (Critics' Choice) koju dodjeljuje Brit Awards te BBC-ijev Sound of..., na obje nagrade završila je kao drugoplasirana (iza Sam Smitha).

## Diskografija
EP
- Deeper (2013.)

## Vanjske poveznice
- Ella Eyre – Tumblr
- Ella Eyre – Facebook